# Monumenta Estoniae Antiquae
Het Monumenta Estoniae Antiquae is een academische publicatiereeks die zich richt op Estse folklore, waaronder volksliederen, legendes, spreekwoorden, raadsels en volksverhalen. Het initiatief voor deze reeks ontstond uit de inspanningen van Jakob Hurt, die in 1872 het voorzitterschap van het Estisch literair genootschap aanvaardde. Hurt coördineerde zowel het verzamelen als het bewerken van folklore in heel Estland, waarbij hij ongeveer 1.400 vrijwillige verzamelaars mobiliseerde via oproepen, de pers, brochures en persoonlijke correspondentie. Hij had het plan om een zesdelige serie te publiceren onder de naam Monumenta Estoniae Antiquae. Het folklore-archief van Hurt zou later worden geïntegreerd in het in 1927 opgerichte Estisch Folklorearchief.